# Härnevi socken
Härnevi socken i Uppland ingick i Torstuna härad, ingår sedan 1971 i Enköpings kommun i Uppsala län och motsvarar från 2016 Härnevi distrikt.
Socknens areal är 13,87 kvadratkilometer, varav 13,73 land. År 2000 fanns här 293 invånare. Kyrkbyn Stora Härnevi med sockenkyrkan Härnevi kyrka ligger i socknen. 

## Administrativ historik
Härnevi socken omtalas i skriftliga handlingar första gången 1302 ('Deinde Ernawi').
Vid kommunreformen 1862 övergick socknens ansvar för de kyrkliga frågorna till Härnevi församling och för de borgerliga frågorna till Härnevi landskommun. Landskommunens inkorporerades 1952 i Fjärdhundra landskommun som 1971 uppgick i Enköpings kommun då området också överfördes från Västmanlands län till Uppsala län.  Församlingen uppgick 2006 i Fjärdhundra församling.
1 januari 2016 inrättades distriktet Härnevi, med samma omfattning som församlingen hade 1999/2000.  
Socknen har tillhört län, fögderier, tingslag och domsagor enligt vad som beskrivs i artikeln Torstuna härad.  De indelta soldaterna tillhörde Västmanlands regemente, Salbergs kompani.

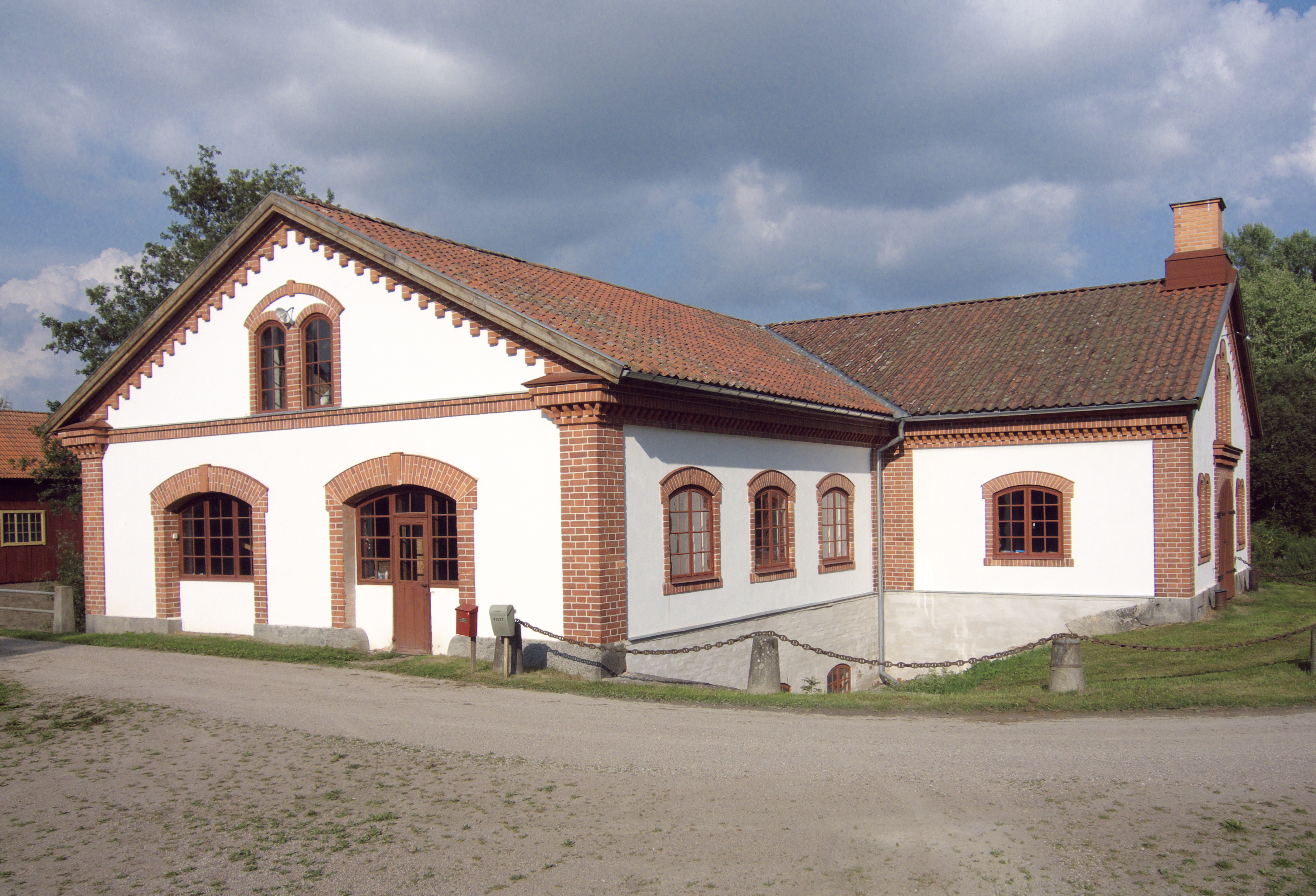
Härnevi kvarn

## Geografi
Härnevi socken ligger norr om Enköping med Örsundaån i norr. Socknen är en odlings med viss skog i mitten.
Sockenområdet avgränsas i norr av Örsundaån och i den Härnevi kvarn samt byn Vånsjöbro. Byn Rotbrunna är en radby. Vandringsleden Upplandsleden går i nord-sydlig riktning genom sockenområdet.

## Fornlämningar
Från bronsåldern finns skärvstenshögar. Även spridda gravar samt hällristningar och skålgropar finns. Man har vidare funnit ett stort depåfynd från bronsålderns slut. Det finns några få gravfält från järnåldern. Det finns en runsten.

## Namnet
Namnet (1330-talet Herneavi) kommer från kyrkbyn. Efterleden är vi, 'helig plats, kultplats'. Förleden innehåller sannolikt ett gudanamn, troligen plural av äri, 'fruktbarhetsgud'.